# The Last Full Measure (Album)
The Last Full Measure ist das dritte Album der schwedischen Power-Metal-Band Civil War. Es erschien am 11. November 2016. Zugleich ist es das letzte Album mit Sänger Nils Patrik Johansson.

## Allgemeines
Das Album schließt die, mit The Killer Angels begonnene, Trilogie ab. Die Trilogie lehnte sich den Titeln nach, jedoch nicht inhaltlich an die gleichnamigen Romane zum Amerikanischen Bürgerkrieg von Jeff Shaara an.
Die beiden Titel Road to Victory und Tombstone wurden als Singles ausgekoppelt. Zu ersterem erschien ein offizielles Lyrikvideo, zu letzterem ein Musikvideo, dieses entstand unter der Regie von Owe Lingvall.
Nils Patrik Johansson äußerte sich sehr positiv über das Album: „After ‘The Killer Angels’ and ‘Gods & Generals’, we are extremely proud and can’t wait to share the last part of the trilogy! This is our best work so far, at least this is what we think, but I’m sure you won’t be disappointed!“
Das Album wurde von Jonas Kjellgren in der Black Lounge im Juli und August 2016 abgemischt und gemastert. Das Grafikdesign und Layout stammt von Peter Sallai, das im Beiheft befindliche Foto stammt von Ryan Garrison.

## Titelliste
Offiziell wurden alle Titel von Civil War komponiert; alle Texte stammen von Nils Patrik Johansson.
1. Road to Victory – 4:44
2. Deliverance – 5:26
3. Savannah – 4:10
4. Tombstone – 3:15
5. America – 5:26
6. A Tale That Never Should Be Told – 6:06
7. Gangs of New York – 4:07
8. Gladiator – 3:22
9. People of the Abyss – 4:07
10. The Last Full Measure – 6:27

Bonustitel
1. Strike Hard Strike Sure – 3:57
2. Aftermath – 5:02

## Kritik
- Katrin Riedl schrieb für den Metal Hammer: „Bald ist man geneigt zu unterstellen, dass Civil War einen Zacken mehr Dynamik reinbringen als der ‚große Bruder‘ [Sabaton], der dafür mit höherer Treffsicherheit zwingende Hymnen abliefert. Aber wir wollten ja mit den Vergleichen aufhören: Mit The Last Full Measure liefern Civil War ein starkes, zeitgemäßes Power Metal-Album ab, an dem kein Genrefan etwas aussetzen kann!“[3]
- Johan Hagberg schrieb für den schwedischen Rocknytt:

”Dalarnas finest har man kallat Sabaton de senaste åren men de har definitivt fått konkurrens av bandet vars huvuddel av medlemmarna varit en del av Sabaton tidigare. Det ska bli spännande att se hur Civil War går vidare efter det här. Plattan ‚The Last Full Measure‘ får betyg godkänt […]”

„Dalarnas Beste hat man Sabaton in den letzten Jahren genannt, aber sie haben definitiv Konkurrenz von dieser Band bekommen, deren meiste Mitglieder früher selbst mal bei Sabaton waren. Es wird spannend zu sehen, wie sich Civil War danach weiterentwickelt. Das Album ‚The Last Full Measure‘ bekommt ein gutes Zeugnis […]“